# Kudahuraa (Laamu-atol)
Kudahuraa is een van de onbewoonde eilanden van het Laamu-atol behorende tot de Maldiven.